# Tyleria spectabilis
Tyleria spectabilis är en tvåhjärtbladig växtart som beskrevs av Bassett Maguire och Wurdack. Tyleria spectabilis ingår i släktet Tyleria och familjen Ochnaceae. Inga underarter finns listade i Catalogue of Life.